# Gerhard Schröder
Gerhard Fritz Kurt Schröder (* 7. dubna 1944, Mossenberg-Wöhren, vládní obvod Detmold) je bývalý německý politik a státník, v letech 1998–2005 spolkový kancléř a po většinu té doby též předseda Sociálnědemokratické strany Německa (SPD).
V současnosti je Schröder předsedou výboru akcionářů konsorcia Nord Stream AG, zřízeného kvůli výstavbě plynovodu Nord Stream, který vede pod Baltským mořem. Je také poradcem švýcarského vydavatelství Ringier AG a angažuje se pro skupinu Rothschild Group, kde je členem jejího poradenského výboru (European Advisory Council of Rothschild). Od září 2017 do května 2022 působil také jako předseda dozorčí rady ruské ropné společnosti Rosněfť. Funkce se vzdal po kritice mnoha německých politiků, včetně vedení sociální demokracie. Sám se označuje za přítele Vladimíra Putina a bývá označován jako ruská loutka a lobbista nebo beneficient ruského ropného a plynárenského průmyslu. 

## Politická kariéra
Členem SPD je Schröder od roku 1963. V letech 1998–2005 byl sedmým spolkovým kancléřem (předsedou vlády) Spolkové republiky Německo. Jeho SPD vládla v koalici se Stranou zelených až do předčasných voleb do spolkového sněmu v září 2005. Jednou z důležitých priorit Schröderovy vlády v letech 2002–2005 byla tzv. Agenda 2010, která byla prosazena s úmyslem vyřešit problémy nedostatku pracovních sil, zvláště s ohledem na nepříznivé prognózy demografického vývoje v příštích letech. Předčasné volby roku 2005 byly vyvolány tak, že Schröder požádal spolkový parlament (Bundestag) o vyslovení nedůvěry poté, kdy jeho strana SPD neuspěla ve volbách do zemského parlamentu Severního Porýní-Vestfálska v květnu 2005. Tyto volby Schröder velmi těsně prohrál. Jeho nástupkyní v úřadu spolkového kancléře se v listopadu 2005 stala Angela Merkelová, a sice po dohodě velké koalice CDU/CSU a SPD v říjnu 2005.

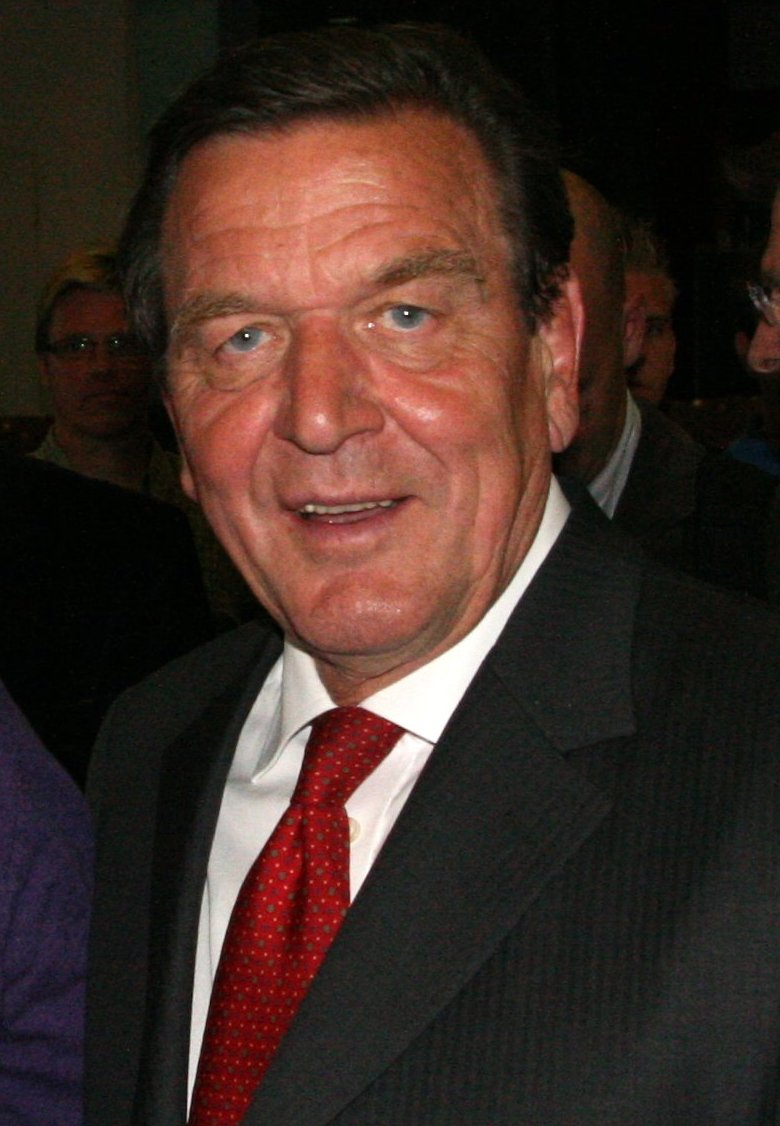
Gerhard Schröder v roce 2009

Společně s americkým prezidentem Billem Clintonem (1993–2001) a britským premiérem Tonym Blairem (1997–2007) byl Schröder považován za představitele tzv. třetí cesty.

## Působení v hospodářství
Krátce po svém odchodu z funkce kancléře začal Schröder působit v hospodářské oblasti. Plní funkci předsedy výboru akcionářů konsorcia Nord Stream AG, které provozuje plynovod Nord Stream. Tímto plynovodem proudilo pod Baltským mořem velké množství zemního plynu z Ruska do Německa, čímž bylo zajišťováno dostatečné zásobování plynem v mnoha dalších zemích včetně Ukrajiny. Nordstream AG usiloval o zdvojení tohoto plynovodu. Zprovoznění druhé větve bylo v roce 2022 v reakci na ruskou invazi na Ukrajinu zrušeno a v září 2022 byly obě větve vážně poškozeny.

## Kritika
29. září 2017 byla nově ustavena dozorčí rada velké ruské naftové společnosti Rosněfťu. Ruská vláda do ní nominovala Gerharda Schrödera, který byl posléze zvolen předsedou dozorčí rady Rosněftu. Za tuto svoji novou funkci byl Schröder v Německu kritizován. Tlak na něj se stupňoval po ruské invazi na Ukrajinu 24. února 2022 – k odstoupení jej vyzvalo například vedení SPD a kancléř Olaf Scholz. Na protest proti jeho postoji rezignovali zaměstnanci jeho kanceláře a město Hannover zvažovalo odebrání jeho čestného občanství. Univerzita v Göttingenu začala řešit odebrání čestného doktorátu, který v minulosti politikovi udělila.Koncem února 2022 jednala hannoverská místní organizace CDU o tom, aby bylo Schröderovi odebráno čestné občanství Hannoveru. Přední německý fotbalový klub Borussia Dortmund (BVB) zrušil bývalému kancléři čestné členství 2. března 2022. Bylo zastaveno publikování podcastu „Agenda“, jehož prostřednictvím Gerhard Schröder v rozhovorech s bývalým mluvčím spolkové vlády Bélou Andou prezentoval své politické názory – například v lednu 2022 vzbudil rozhořčení ukrajinských představitelů, když obvinil Kyjev z „harašení zbraněmi“.
Funkce ve firmě Rosněfť se vzdal až 20. května 2022, den po rozhodnutí rozpočtového výboru Spolkového sněmu odebrat Schröderovi peníze na kancelář, na kterou měl mít jako bývalý kancléř nárok. V srpnu Schröder zažaloval Spolkový sněm, aby získat zpět dotaci na chod své kanceláře.

### Snaha o vyloučení z SPD
Proti Schröderovi byly podány na dvě desítky žádostí členů SPD o vyloučení ze strany. Rozhodčí komise regionální organizace SPD v Hannoveru v srpnu 2022 oznámila, že svým působením v ruských státních koncernech Schröder neporušil předpisy strany, a proto může zůstat členem SPD. Proti rozhodnutí rozhodčí komise je však možné se odvolat.

## Soukromý život

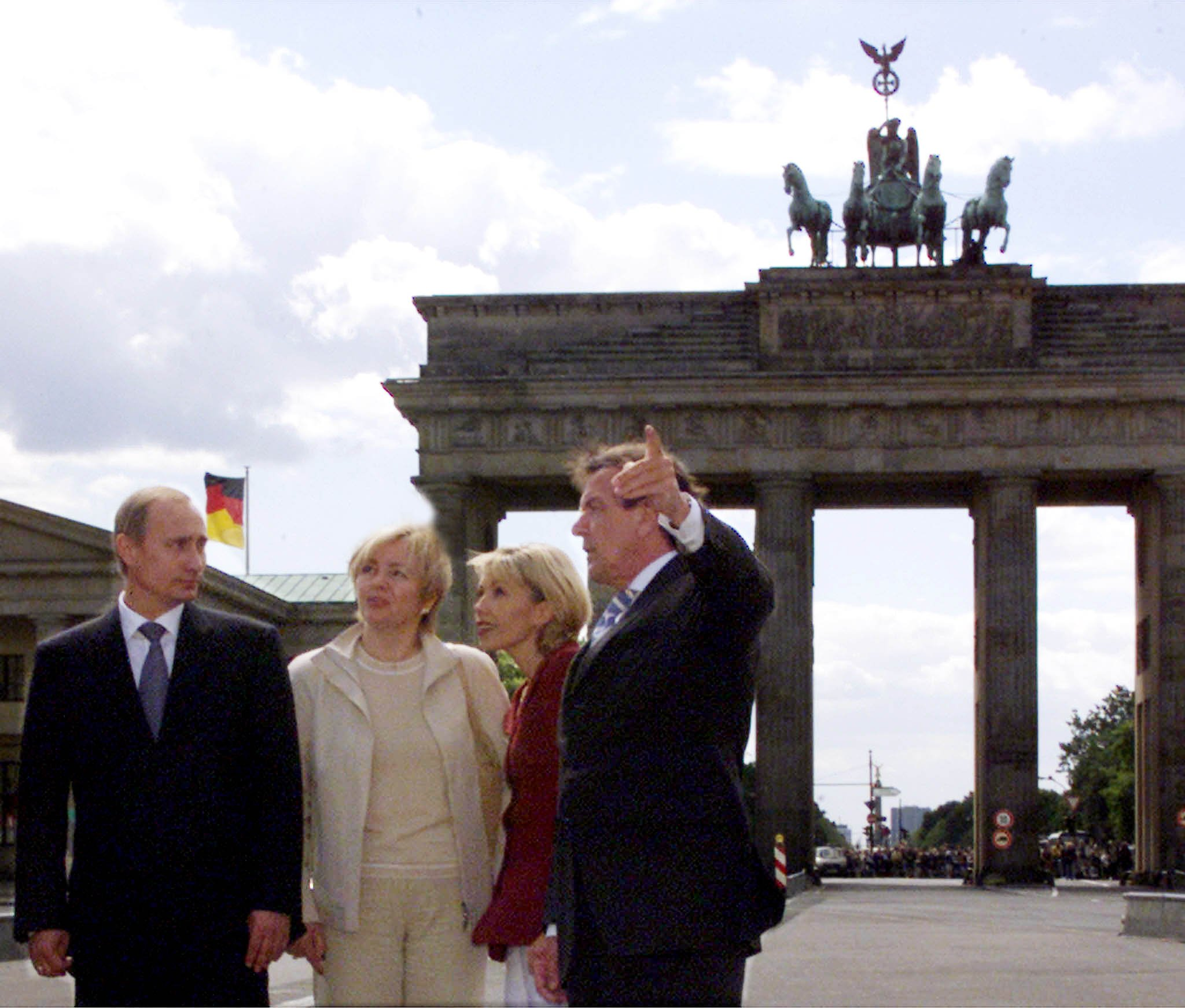
Vladimir Putin s ženou Ljudmilou, Doris Schröder-Köpfová a Gerhard Schröder (Berlín, červen 2000)

Schröder je od 2. května 2018 po páté ženatý. Jeho svatba s tehdy 48letou  korejskou ekonomkou So-jon Kim se konala v Soulu. Gerhard Schröder se svou pátou manželkou užívá byt v Hannoveru v domě, který před léty koupili společně s Doris Schröder-Köpfovou a o nějž se po rozvodu rozdělili.
První manželství Gerhard Schrödera s Evou Schubachovou trvalo od roku 1968 do roku 1972. Anne Taschenmacherová byla druhou manželkou Gerharda Schrödera až do roku 1984. Manželka číslo tři byla Hiltrud Schwetje. Třeti Schröderovo manželství bylo rozvedeno v roce 1997. Gerhard Schröder se pak v roce 2001 oženil se svou čtvrtou ženou Doris Schröder-Köpfovou. Gerhard Schröder a Doris Schröder-Köpf se rozvedli v dubnu 2018.

Gerhard Schröder má velkou rodinu. Je adoptivním otcem syna Gregora Schrödera a dcery Viktorie Schröderové, které adoptoval se svou bývalou manželkou Doris Schröder-Köpfovou. Do Schröderovy rodiny patří také jeho nevlastní dcera Klara, která je dcerou jeho někdejší manželky Doris Schröder-Köpfové. Po smrti sestry Gerharda Schrödera Gunhildy Kamp-Schröderové a jeho nevlastního bratra Lothara Vosselera Schröderovu rodinu doplnily ještě dvě nevlastní sestry.

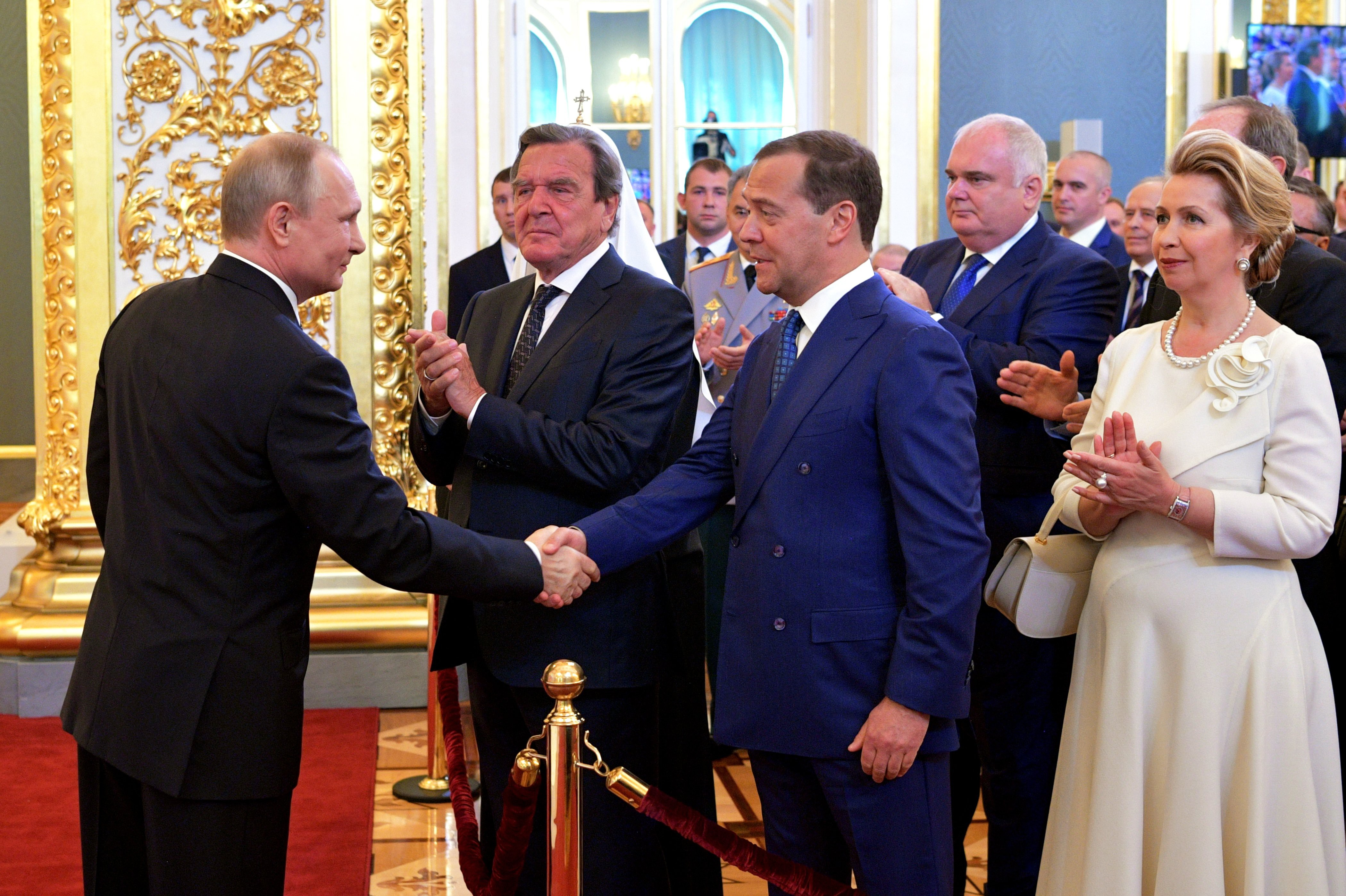
Inaugurace prezidenta Ruské federace Vladimira Putina v roce 2018. Zleva: Vladimir Putin, Gerhard Schröder a Dmitrij Medvěděv

## Vyznamenání
- 2000 – rytíř gruzínského Řádu zlatého rouna
- 2002 – rytíř polského Řádu bílé orlice
- 2003 – rytíř Řádu zlatého orla Republiky Kazachstán
- 2004 – Řád rumunské hvězdy

- 2005 – Mírová cena Heinricha Albertze (Heinrich-Albertz-Friedenspreis), odebrána 5. března 2022 kvůli Schröderově neochotě distancovat se od Putinovy invaze na Ukrajinu[18]

- 2017 – český Řád Bílého lva převzal z rukou prezidenta Miloše Zemana dne 28. října 2017[19]
- Španělský Řád Isabely Katolické
- Řád kříže země Panny Marie Estonské republiky

### Čestné doktoráty
Čínská Univerzita Tchung-ťi v Šanghaji (2002), Petrohradská univerzita (2003). Marmarská univerzita v Istanbulu (2005), Matematicko-přírodovědecká fakulta Univerzity Georga Augusta v Göttingenu (2005), Finanční univerzita při vládě Ruské federace (Финансовый университет при Правительстве Российской Федерации), Damašská univerzita v Sýrii (2007) a Univerzita Urbino (Università degli Studi di Urbino „Carlo Bo“) v Itálii (2007).
Dne 28. května 2008 byl Gerhard Schröder „za zásluhy o evropsko-ruské porozumění“ zvolen členem-korespondentem Ruské akademie věd.